# 刘得仁
劉得仁（?—?），又名劉德仁，唐朝詩人。
家世顯赫，家住長安通濟里。一說劉得仁是“貴主之子”，又說是“公主之子”。更有學者猜測得仁之父為刘士泾，其母為唐顺宗之女云安公主。學者陳尚君則認為“貴主”並非指公主，而是“縣主”。自開成年間，得仁兄弟皆以門廕得仕，其亲弟於大中元年娶公主，唯得仁困於科舉三十年，一事无成，抱憾以終。其生卒年均不可考。僧人栖白有《哭刘得仁》詩：“为爱诗名吟至死，风魂雪魄去难招。直须桂子落坟上，生得一枝冤始消。”